# Куделко Сергій Михайлович
Сергі́й Миха́йлович Куде́лко (нар.15 вересня 1951 р., м. Москва) — кандидат історичних наук, професор Харківського національного університету імені В. Н. Каразіна, директор Центру краєзнавства Харківського національного університету імені В. Н. Каразіна, член-кореспондент Санкт-Петербурзької Академії наук та мистецтв.

## Біографія
Сергій Куделко народився в Москві 15 вересня 1951 р.
У 1974 р. закінчив історичний факультет Харківського державного університету ім. О. М. Горького. Того ж року став викладачем на факультеті.
1987 гоку захистив кандидатську дисертацію «Построение материально-технической базы социализма в СССР (промышленное производство): современная советская историография» (ХДУ, науковий керівник — проф. І. Л. Шерман). А 1990 року отримав звання доцента. 1997 року отримав звання професора.
У 1997 р. присвоєно звання заслуженного працівника культури України. В 1997 р. в складі кафедри була присуджена Республіканська премія ім. Д. Яворницького Всеукраїнської спілки краєзнавців.
У 1999 р. обраний член-кореспондентом Всеукраїнської академії історичних наук. Був членом спеціалізованої Ради, член редколегії «Вісника Харківського університету» (серія «Історія»), з 1995 р. — заступник редактора «Харківського історіографічного збірника», член редколегії «Харківського бібліографічного словника».
З 1991 по 1995 рр. і в 2000—2008 рр. заступник декана з наукової роботи. У 1998—2008 рр. — заступник першого проректора ХНУ.
У 2008 р. став директором новоствореного Центру краєзнавства Харківського національного університету імені В. Н. Каразіна.
Читав і читає курси: історіографія, методи і методологія історичного дослідження, музеєзнавство, історична географія, історична антропологія.
Також викладав в інших вищих навчальних закладах Харкова: Харківському національному педагогічному університеті ім. Г. С. Сковороди, Харківському інституті культури, Харківському університеті внутрішніх справ, Східноукраїнській філії Міжнародного Соломонового університету (м. Харків), Херсонському державному педагогічному університеті, Харківській духовній семінарії.
С. Куделко автор понад 150 наукових, науково-популярних та методичних робіт (псевдоніми С. Метельський та ін.).
Під науковим керівництвом Сергій Куделка захищено 13 кандидатських дисертацій.

## Творчий доробок
- Деякі питання сучасної радянської історіографії вирішального етапу створення матеріально-технічної бази соціалізму в промисловості СРСР (1926 — 1937)//ВХУ. — 1980. — № 201: Історія. — Вип. 12. — С. 26—31.
- Методические указания по проведению музейно-экскурсионной практики на историческом факультете. — X.: ХГУ, 1980.- 25 с.
- Современная советская историография выравнивания уровней промышленного развития ранее отсталых районов СССР в процессе построения материально-технической базы социализма (1926—1937) // ВХУ — 1982. — № 225. — С. 91—97.
- Методические указания по практическим занятиям по курсу «Музееведение» для студентов 3 курса дневного отделения исторического факультета. — X.: ХГУ, 1984. — 14 с.
- Построение материально-технической базы социализма в СССР (промышленное производство): Соврем, сов. историография: Автореф. дис…. канд. ист. наук: 07.00.02-07.00.09. — X., 1987. — 23 с. — (ХГУ).
- Методические указания и задания к Проведению занятий по спецкурсу «История и культура СССР» для иностранных студентов четвертых курсов / С. М. Куделко, В. Д. Луценко. — X.: ХГУ, 1989. — 57 [1] с.
- Зайцев Б. П., Куделко С. М., Міхеєв В. К., Посохов С. І. Слобідська Україна: Короткий історико-краєзнавчий довідник. — Х., 1994.
- Русский журнал. Украинская политика прошлого [Архівовано 9 вересня 2011 у Wayback Machine.]. — 2008.

## Громадська робота
У 1994—1998 рр. — консультант комісії Харківської обласної ради у справах науки, культури та духовності, член комісії при міськвиконкомі з присудження творчих премій.
З 1995 р. — член правління Всеукраїнської спілки краєзнавців, член президії правління НСКУ. Член топонімічної та геральдичної комісії при Харківському міськвиконкомі.
Член регіональної комісії з питань захисту суспільної моралі у Харківської області.

## Лист до Президента України В. Ющенка проти героїзації ОУН-УПА
Сергій Куделко був одним з 37-ми підписантів «Відкритого листа до президента України В. А. Ющенка», опублікуваного у французькій газеті «Le Figaro». У листі, підписаному 8 вересня 2008 р. під час міжнародної конференції «Друга світова війна: спроби перегляду підсумків та героїзація коллабораціоністів», йшлося, що історики-підписанти занепокоєні становищем української історичної науки за президентства В. Ющенка, особливо героїзацією ОУН-УПА, та небезпечними іграми з історією.

## Політична кар'єра
С. Куделко входить до складу Харківського областного комітету СПУ

## Нагороди
- Заслужений працівник культури України
- Орден «Нестора-літописця» УПЦ МП (1999 р.)
- Знак «Петра Могили» Міністерства освіти і науки України (2008 р.)
- Знаком «Відмінник освіти України» Міністерства освіти і науки України (2003 р.)
- Почесна відзнака «За досягнення в розвитку культури і мистецтв» Міністерства культури і мистецтв України (2004 р.)
- Знак «За заслуги» Болгарської академії наук (2007 р.)
- Почесна грамота Кабінету міністрів України
- Лауреат премії ім. Героя Радянського Союзу К. М. Курячего (1983 р.).
- Лауреат Всесоюзного конкурсу молодих учених та спеціалістів з суспільних наук (1985 р.)
- Лауреат премії ім. К. І. Рубинського (1997 р.).